# Apollonias
- Commons
- Wikispecies

Apollonias Nees é um género botânico pertencente à família Lauraceae.

## Principais espécies
- Apollonias arnottii.
- Apollonias barbujana
- Apollonias grandiflora (sin. Beilschmiedia velutina).
- Apollonias madagascariensis (sin. Beilschmiedia madagascariensis).
- Apollonias microphylla (sin. Beilschmiedia microphylla).
- Apollonias oppositifolia (sin. Beilschmiedia opposita).
- Apollonias sericea (sin. Beilschmiedia sericans).
- Apollonias velutina (sin. Beilschmiedia velutina).
- Apollonias zeylanica (sin. Beilschmiedia zeylanica).
- Lista completa